# Yerkheda
Yerkheda é uma vila no distrito de Nagpur, no estado indiano de Maharashtra.

## Demografia
Segundo o censo de 2001, Yerkheda tinha uma população de 10,367 habitantes. Os indivíduos do sexo masculino constituem 51% da população e os do sexo feminino 49%. Yerkheda tem uma taxa de literacia de 79%, superior à média nacional de 59.5%: a literacia no sexo masculino é de 84% e no sexo feminino é de 73%. Em Yerkheda, 12% da população está abaixo dos 6 anos de idade.